# Mousa Abu Marzouk

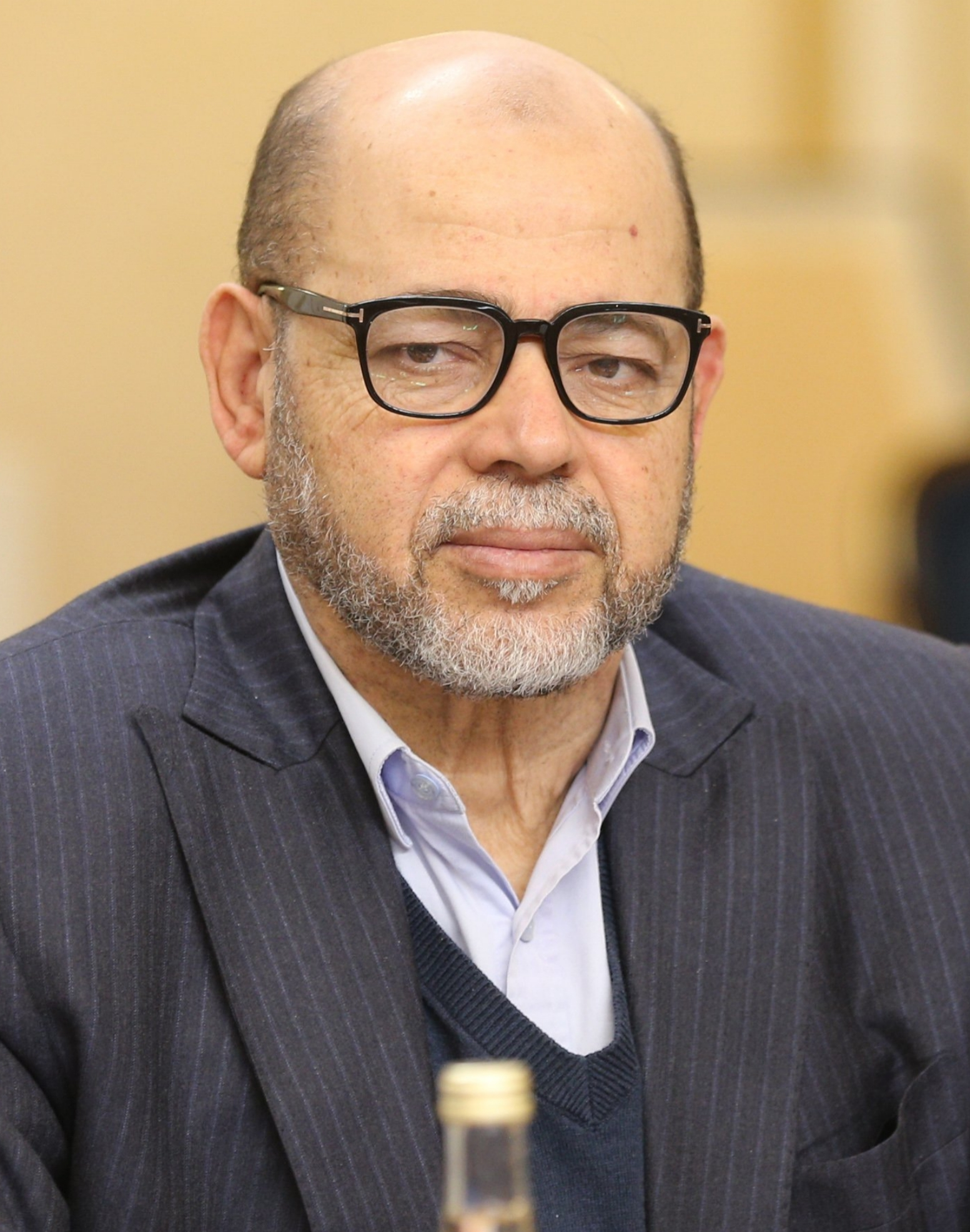
Mousa Abu Marzouk (2022)

Mousa Abu Marzouk (arabisch موسى أبو مرزوق, DMG Mūsā Abū Marzūq; * 9. Januar 1951 in Rafah) ist Mitglied des Politbüros der Hamas und gilt als die Nummer zwei der Terrororganisation Hamas, die im Gazastreifen herrscht. Er ist Leiter des Hamas-Büros für internationale Beziehungen und vertritt damit die Außeninteressen des Gazastreifen.
Abu Marzouk ist ein umstrittener Multi-Milliardär. Er und seine Familie sollen einen luxuriösen Lebensstil führen und zusammen mit anderen wohlhabenden Hamas-Führern in Katar leben.

## Leben
Der Multi-Milliardär Mousa Abu Marzouk kam im Tall as-Sultan in Rafah zur Welt. Seine Familie war nach dem Israelischen Unabhängigkeitskrieg 1948 aus Yavne dorthin umgesiedelt. Nach seinem Schulbesuch in Rafah engagierte er sich seit 1968, im Alter von 17 Jahren, privat und beruflich für die Muslimbruderschaft. Heute wird sein Gesamtvermögen auf rund 3 Milliarden geschätzt.

## Mitglied der Muslimbruderschaft
Abu Marzouks politischen Aktivitäten in der Muslimbruderschaft begannen bereits 1968. Ziel der Muslimbruderschaft ist es, die Sharia einzuführen, was sich Abu Marzouk zu eigen machte. 1977 ging er nach Kairo, dem Gründungsort der Muslimbruderschaft, wo er Ingenieurwesen an der Ain-Shams-Universität studierte. Ab 1989 wurde er Mitglied der Hamas-Führung im Gazastreifen, die ein regionaler palästinensischer Ableger der Muslimbruderschaft ist. Er wurde direkt vom Hamas-Gründer Ahmad Yasin gefördert.
Abu Marzouk stieg in der Hamas-Hierarchie auf, insbesondere nach einer Massenverhaftung von Hamas-Führern während der ersten Intifada.  1990 erhielt er, nach seinem Studium in den USA, einen Doktortitel in Wirtschaftsingenieurwesen an der Louisiana Tech University in Ruston. Danach siedelte er in die Vereinigten Arabischen Emirate über, wo er beim Aufbau der Muslimbrüder mithalf. In den frühen 1990er Jahren soll er in den USA Geld für die Hamas gesammelt haben, um ihre Spitäler, Waisenhäuser und Schulen zu finanzieren. Geld für die Hamas zu sammeln, war damals legal, die Hamas wurde von den USA erst 1995 als Terrororganisation eingestuft. Zwischen 1993 und 1995 lebte er in Jordanien, bis Jordanien ihn auf Druck der PLO, der USA und Israels auswies.
Als er 1995 zurück in die USA wollte, wurde er wegen Verdacht auf Terrorismus festgenommen. Nach über einem Jahr im Gefängnis wurde er nach Jordanien ausgeliefert. 1999 wurde er aus Jordanien ausgewiesen und reiste nach Syrien, wo er bis 2012 blieb. 2012 wurde er in Kairo stationiert.

## Krieg in Israel und Gaza seit 2023
Beim Ausbruch des Krieges in Israel und Gaza 2023 waren Abu Marzouk und mehrere wichtige Hamas-Führer in Doha, der Hauptstadt von Katar, stationiert.
In einem Interview vom 27. Oktober 2023 im Fernsehsender Russia Today sagte Mousa Abu Marzouk, dass die mehr als 500 km lange Tunnelinfrastruktur („Gaza-Metro“) unter dem Gazastreifen nicht zum Schutz palästinensische Zivilisten gebaut wurde.
Er fügte hinzu, dass die Tunnelinfrastruktur im Gazastreifen allein für Hamas-Kämpfer gebaut wurde, um sie vor Luftangriffen zu schützen und Israel aus den Tunneln heraus zu bekämpfen. Abu Marzouq behauptete, dass es die Aufgabe der Vereinten Nationen sei, die palästinensischen Zivilisten zu schützen.
Als Mitglied des Politbüros der Hamas, die seit Juni 2007 die Regierung im Gazastreifen stellt, behauptete er weiter, dass es zudem gemäß der Genfer Konventionen die Verantwortung der Besatzungstruppen sei, den palästinensischen Zivilisten während der Besatzungszeit alle notwendigen Dienstleistungen zur Verfügung zu stellen.
Hamas-Vertreter rechtfertigen das Terror-Tunnelsystem im Gazastreifen immer wieder mit ihrer Militärstrategie aus Angriff, Verteidigung, Mobilität, Lagerung von Munition, Geiseln und Raketen und dass die Hamas damit Menschen, Waffen, Vorräte und andere wichtige Güter schmuggeln könne.

## Milliarden-Vermögen
Wie mehrere andere wichtige Palästinenser-Führer, wurde auch Mousa Abu Marzouk zum Milliardär. Sein Gesamtvermögen wird auf rund 3 Milliarden geschätzt. Dieser enorme persönliche Reichtum steht in krassem Gegensatz zu den Lebensbedingungen vieler Palästinenser im Gazastreifen, wo Kriegstraumata und Armut weit verbreitet sind. Abu Marzouks finanzieller Erfolg und der anderer Hamas-Führer hat Fragen nach den Quellen ihres „Blut getränkten“ Reichtums und der Verwendung der für das palästinensische Volk bestimmten internationalen Hilfsmittel aufgeworfen.